# جو كورونا
جو كورونا (بالإنجليزية: Joe Corona)‏ (9 يوليو 1990 الولايات المتحدة - ) هو لاعب كرة قدم أمريكي، يلعب كلاعب وسط.

## روابط خارجية
- جو كورونا على موقع الدوري الأمريكي (الإنجليزية)
- جو كورونا على موقع قاعدة بيانات كرة القدم.إي يو (الإنجليزية)
- جو كورونا على موقع ناشيونال فوتبول تيمز (الإنجليزية)
- جو كورونا على موقع Soccerway.com (الإنجليزية)
- جو كورونا على موقع عالم كرة القدم.نت (الإنجليزية)
- جو كورونا على موقع AS.com (الإسبانية)